# Saarknappenchor
Der Saarknappenchor ist ein 1948 gegründeter Männerchor, welcher bis 1998 der Saarbergwerke AG, ab 1998 der RAG Deutsche Steinkohle AG angehört.
Der Chor besteht aus etwa 30 Sängern und konzertiert regelmäßig im In- und Ausland, sodass neben zahlreichen regionalen Auftritten bereits Konzertreisen u. a. nach China, Kanada Australien und Südafrika unternommen wurden.
Über 30 Schallplatten-, MC- und CD-Aufnahmen, zahlreiche Darbietungen im Fernsehen sowie internationale Wettbewerbserfolge haben dem Chor ein über die Grenzen des Saarlandes hinaus reichendes Renommee verschafft.

## Geschichte
Nachdem 1948 der Chor gegründet worden war, übernahm Peter Marx die Aufgabe des Dirigenten. Bereits unter ihm führte der Chor Konzerte in Paris und Frankreich durch und erlangte über die Zeit hinweg immer mehr Bekanntheit. 1965 wurde Marx zum Ehrendirigent ernannt, Paul Groß übernahm von da an die Aufgabe seines Vorgängers. 1972 erreichte der Saarknappenchor einen seiner Höhepunkte, indem er vom Japanischen Sängerbund zu einer Reihe von Konzerten dort eingeladen wurde und die Gelegenheit mit großem Erfolg annahm.
1978 begrüßte der Chor die britische Königin Elisabeth II. bei ihrem Besuch der Bundesrepublik Deutschland.
1980 fuhr der Chor anlässlich einer Konzertreise nach Brasilien und erlangte dort ebenfalls Bekanntheit. Ein Jahr darauf erreichte der Chor beim internationalen Chorwettbewerb der BBC London Let the Peoples Sing den 2. Platz, 1982 bei dem 1. Deutschen Chorwettbewerb in Köln wurde er mit dem 2. Preis in der Leistungsstufe 1 ausgezeichnet.
1984 führte der Chor eine Konzertreise nach Tbilissi (Georgien) durch, 1985 folgte eine Konzertreise nach Ungarn. Ebenfalls nahm er am 2. Deutschen Chorwettbewerb 85 in Hannover teil. Der Saarknappenchor wurde 2. Preisträger in der Kategorie Große Männerchöre (ein 1. Preis wurde nicht vergeben). 1986 bereiste der Chor Wales und England, 1988 folgte eine Konzertreise nach Italien.
1989 beendete Paul Groß seine Tätigkeit als Chorleiter, ihm folgte Martin Folz.
1990 fuhr der Chor nach Kanada. Am 1. Juni 1991 hatte der bereits sehr bekannte Chor einen Auftritt in der ARD-Sendung Tausend Stimmen, am 19. Juni trat er im Musikantenstadl auf. Ebenfalls in diesem Jahr erschien die erste CD des Chores Chöre der Welt. Schon seit seiner Gründung führte das Ensemble, weit vor der Zeit der CD, zahlreiche Aufnahmen auf Schallplatte durch. Zu erwähnen sind hier u. a. die Platten Der Saarknappenchor sing Schubert, Deutsche Volkslieder und Lieder zwischen Saar und Wolga. Am 15. August gestaltete er eine Messe im Trierer Dom, besucht von über 4000 Besuchern.
1993 erreichte der Saarknappenchor beim internationalen Chorwettbewerb Franz Schubert vom 17. bis 21. November in Wien einen 4. Platz unter 18 teilnehmenden Chören aus ganz Europa.
1994 folgten weitere Auftritte in zwei überregionalen Fernsehsendungen: Im April in der ARD bei Tausend Stimmen, Tausend Klänge und im November im ZDF beim Sonntagskonzert. 1995 erfolgte eine Konzertreise nach China, der Chor absolvierte Fernsehauftritte beim ZDF im Länderjournal sowie in der ARD-Sendung Kein schöner Land. 1996 fuhr der Chor ins Erzgebirge und nach Bottrop. Auch in diesem Jahr erschien eine weitere CD, welche großen Erfolg feiern konnte: Saarknappenchor – Live in Gürzenich.
1998 feierte der Chor sein 50. Jubiläum, weshalb das Album Wir richten, eh' wir niederfahren erschien. Im selben Jahr wurde der Chorleiter Martin Folz durch Martin Berger ersetzt.
1999 kam der Chor in die Fernsehsendung ZDF Sonntagsgottesdienst, 2001 unternahm der Chor eine Konzertreise nach Australien.
2002 beendete Martin Berger seine Tätigkeit und wurde durch Joachim Oehm ersetzt, 2006 erschien die CD Der Saarknappenchor, 2000–2006.
2008 fuhr der Chor nach Brügge, 2009 ins Sauerland und in den Schwarzwald, wo er ebenfalls Konzerte gab.
Die CD Marschjuwelen erschien 2010 und wurde zusammen mit der Bergkapelle Saar aufgenommen.
2012 nahm der Chor an der Mettenschicht in Ensdorf zum Ende des Saarbergbaus teil, 2013 veranstaltete er in der Fraulauterner Pfarrkirche Hl. Dreifaltigkeit ein Konzert mit anschließend großem Festakt zum damals ersten Tag des Bergmanns.
Im Januar 2014 übernahm Matthias Rajczyk den Posten des musikalischen Leiters von Joachim Oehm.
In Folge der Umstrukturierungen durch das Ende des Bergbaus wurde der Fortbestand des Chores durch den Verein Bergmusik an der Saar e. V. gesichert.
Im Jahr 2015 trat der Chor im französischen Lothringen auf.
Ein Jahr später gewannen die Saarknappen Gold mit 22,5 Punkten beim Chorwettbewerb des 1. Limburger Männerchor Festivals.
Im Spätsommer 2016 führte der Chor eine zweiwöchige Konzertreise nach Südafrika durch. Dort konzertierte er u. a. in Kapstadt und Pretoria.
Ende des Jahres folgte eine Tour nach Bochum, wo das Ensemble der musikalischen Mitgestaltung des traditionellen Barbara-Ball diente.
2018 stand unter dem Motto „70 Jahre Saarknappenchor“. Zusammen mit dem Knappenchor Consolidation fand am 7. Januar in der Kirche St. Josef in Gelsenkirchen-Schalke das erste Jubiläumskonzert statt. Ein weiteres Konzert unter diesem Motto gab es im August in Riegelsberg, den Abschluss dieser Konzertreihe bildete das gemeinsame weltliche Konzert mit dem Landesjugendchor am 21. Oktober in Losheim.
Im Juni wirkte der Saarknappenchor bei der EXTRASCHICHT „Nacht der Industriekultur“ in der Jahrhunderthalle in Bochum mit. Im Rahmen des iSing - Day of Song sang der Chor vor mehr als 5000 Zuhörern.

## Repertoire
Der Chor singt seit jeher sakrale, weltliche sowie bergmännische Musik und führt bei Konzerten ein vielseitiges Programm auf. Werke von Heinrich Schütz, Ludovico da Vittoria, Johann Kaspar Aiblinger, Franz Schubert, Felix Mendelssohn Bartholdy, aber auch von Zeitgenossen wie Jakko Mäntyjärvi, Juha Holma, Francis Poulenc oder Kaj-Erik Gustafsson zeigen, dass die Stärke und der Anspruch des Chores gerade in der Vielseitigkeit liegen. Schwerpunkt ist nach wie vor A-cappella-Musik.
Über die Jahre hat der Chor sich zusätzlich ein breitgefächertes Repertoire an Gospels, Spirituals und weiterer Genres angeeignet, die im Bereich der Literatur für Männerchor eher unüblich sind.
Fast alle Konzerte sind Benefizkonzerte, bei denen für wohltätige Zwecke gespendet werden kann.

## Konzertreisen
Der Saarknappenchor veranstaltete bislang viele Konzertreisen weltweit.
Mit der erfolgreichen Südafrika-Tour 2016 bereiste das Ensemble bereits alle Kontinente der Erde.
- 1954: Frankreich
- 1972: Japan
- 1980: Brasilien
- 1984: Georgien
- 1985: Ungarn
- 1986: Wales, England
- 1988: Italien
- 1990: Kanada
- 1995: China
- 1996: Erzgebirge, Bottrop
- 2001: Australien
- 2003: Erzgebirge
- 2008: Brügge
- 2009: Hochsauerland, Schwarzwald
- 2014: Erzgebirge
- 2015: Frankreich (Lothringen)
- 2016: Südafrika, Bochum

## CD Übersicht
Das Ensemble hat aktuell insgesamt über 30 Tonträgeraufnahmen zu verzeichnen. Eine Großzahl davon wurde auf der früher üblichen Schallplatte veröffentlicht.
Derzeit soll der Chor an weiteren Aufnahmen arbeiten. Bislang erschienen folgende CDs:
- 1992: Chöre der Welt
- 1996: Live in Gürzenich
- 1998: Wir richten, eh' wir niederfahren
- 2006: Saarknappenchor, 2000–2006
- 2010: Marschjuwelen
- 2018: Glück Auf Zukunft

## Fernsehauftritte
- 1991: Tausend Stimmen (ARD), Musikantenstadl (ARD)
- 1994: Tausend Stimmen, Tausend Klänge (ARD), Sonntagskonzert (ZDF)
- 1995: Länderjournal (ZDF), Kein schöner Land (ARD)
- 1999: ZDF Fernsehgottesdienst
- 2007: Grand Prix der Chöre
- 2012: Mettenschicht – Abschied vom Bergbau an der Saar

## Preise und Auszeichnungen
| Jahr | Veranstalter                                     | Wettbewerb                                           | Auszeichnung, Platz         |
| ---- | ------------------------------------------------ | ---------------------------------------------------- | --------------------------- |
| 1981 | BBC London                                       | Chorwettbewerb Let the Peoples Sing                  | 2. Platz                    |
| 1982 | Deutscher Musikrat                               | 1. Deutscher Chorwettbewerb Köln                     | 2. Platz – Leistungsstufe 1 |
| 1985 | Arbeitsgemeinschaft Deutscher Chorverbände (ADC) | 2. Deutscher Chorwettbewerb Hannover                 | 2. Platz                    |
| 1993 | Förderverein INTERKULTUR e. V.                   | Chorwettbewerb Franz Schubert Wien                   | 4. Platz                    |
| 2005 | Saarländischer Chorverband                       | Saarländischer Chorwettbewerb                        | 23, 2 Wertungspunkte        |
| 2006 | Arbeitsgemeinschaft Deutscher Chorverbände (ADC) | Deutscher Chorwettbewerb Kiel                        | 20, 4 Wertungspunkte        |
| 2007 | ZDF                                              | Grand Prix der Chöre                                 | 6. Platz                    |
| 2009 | Cäcilia Chöre Lindenholzhausen                   | Chorwettbewerb Cantemus                              | 21, 8 Punkte (Silber)       |
| 2010 | Förderverein INTERKULTUR e. V.                   | Deutscher Chorwettbewerb Dortmund                    | 18,2 Wertungspunkte         |
| 2011 | Saarbrücker Zeitung                              | „Saarlands Besten“                                   | -                           |
| 2016 | Cäcilia Chöre Lindenholzhausen                   | Chorwettbewerb des 1. Limburger Männerchor Festivals | 22,5 Punkte (Gold)          |